# JakB-12,7
Das JakB-12,7 (russisch ЯкБ-12,7, englisch YakB-12.7, GRAU-Index 9A624) ist ein vierläufiges sowjetisches Maschinengewehr. Die Abkürzung entstand aus den Nachnamen der Entwickler Jakuschew und Borsow. Das JakB war die Bordwaffe der ersten Versionen des Kampfhubschraubers Mil Mi-24.

## Technik
Das JakB ist ein vierläufiges Gatling-ähnliches MG. Im Gegensatz zu vergleichbaren westlichen Waffen ist das JakB nicht fremdangetrieben, sondern ein Gasdrucklader.

## Installation

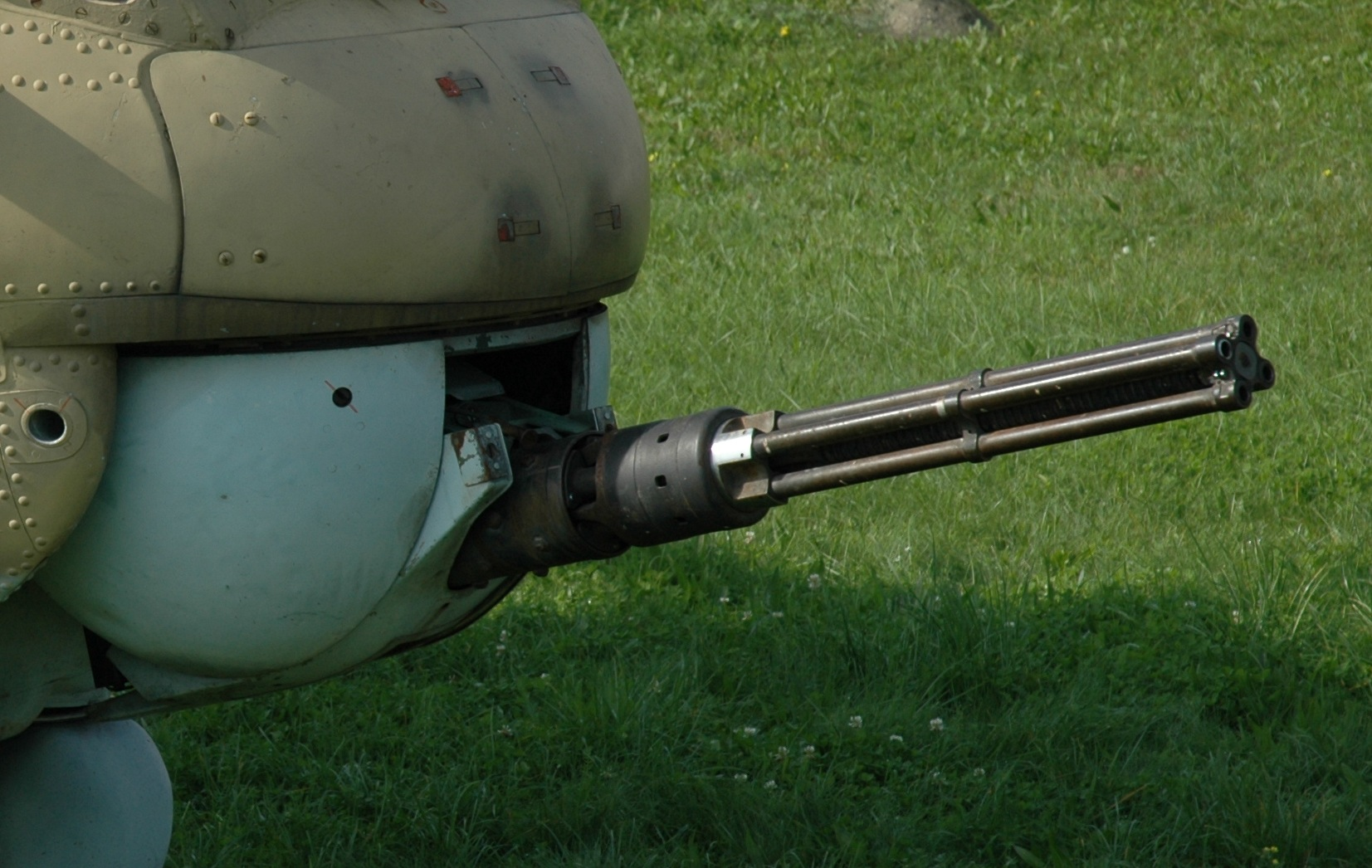
Kinnturmmontage Mi-24

Das MG wurde in einen beweglichen Kinnturm des Typs USPU-24 (russisch УСПУ-24) an den Modellen Mi-24D und Mi-24W installiert. Der Waffensystemoffizier in der vorderen Kanzel des Hubschraubers bediente die Waffe mit einer Fernsteuerung. Der Seitenrichtbereich beträgt je 60°, der Höhenrichtbereich liegt zwischen +20° und −40° (nach anderen Angaben −60°).
Das JakB kann zusätzlich in universellen Waffenbehältern GUW (russisch ГУВ) an den seitlichen Pylonen montiert werden. In einem Behälter kann ein JakB mit maximal 750 Schuss Munition entweder mit zwei Maschinengewehren GSchG-7,62 oder mit einem Granatwerfer AGS-17 Plamja kombiniert werden.
Im Zuge der Kampfwertsteigerung des Mi-24-Kampfhubschraubers wurde das JakB durch stärkere Maschinenkanonen wie die GSch-23L oder die GSch-30K ersetzt. Letztere 30-mm-Kanone ist dabei fest am rechten Rumpfbug montiert; auf die Beweglichkeit der leichteren Waffen wurde zugunsten der Feuerkraft verzichtet.